# TDK盃全國大專院校創思設計與製作競賽
TDK盃全國大專院校創思設計與製作競賽 是一個針對全台灣大專院校舉辦的機器人競賽，是由TDK文教基金會贊助、中華民國教育部指導、全台灣各大專院校輪流主辦，意在發展台灣機器人產業及培養相關人才之一年一度的機器人競賽。
競賽分成自動組、遙控組和飛行組，並於每年10月舉辦為期四天的賽事。
國立勤益科技大學產學營運處顏孟華主任稱，透過這項比賽，可培養團隊合作能力，學習業界的工廠自動化結合等。

## 歷史
- 1997年於 台北科技大學 舉辨第一屆
- 1998年於 台北科技大學 舉辨第二屆
- 1999年於 雲林科技大學 舉辨第三屆
- 2000年於 雲林科技大學 舉辨第四屆
- 2001年於 南台科技大學 舉辨第五屆
- 2002年於 南台科技大學 舉辨第六屆
- 2003年於 台灣科技大學 舉辨第七屆
- 2004年於 台灣科技大學 舉辨第八屆
- 2005年於 雲林科技大學 舉辨第九屆
- 2006年於 雲林科技大學 舉辨第十屆
- 2007年於 正修科技大學 舉辨第十一屆
- 2008年於 正修科技大學 舉辨第十二屆
- 2009年於 明新科技大學 舉辨第十三屆
- 2010年於 明新科技大學 舉辨第十四屆
- 2011年於 中洲科技大學 舉辨第十五屆
- 2012年於 中洲科技大學 舉辨第十六屆
- 2013年於 高應科技大學 舉辨第十七屆
- 2014年於 高應科技大學 舉辨第十八屆
- 2015年於 台灣科技大學 舉辨第十九屆
- 2016年於 台灣科技大學 舉辨第二十屆
- 2017年於 虎尾科技大學 舉辨第二十一屆
- 2018年於 虎尾科技大學 舉辨第二十二屆
- 2019年於 勤益科技大學 舉辨第二十三屆
- 2020年於 勤益科技大學 舉辨第二十四屆
- 2021年於 南台科技大學 舉辨第二十五屆
- 2022年於 南台科技大學 舉辨第二十六屆
- 2023年於 台北科技大學 舉辨第二十七屆
- 2024年於 台北科技大學 舉辨第二十八屆